# Valentina Sandu-Dediu
Valentina Sandu-Dediu (* 27. November 1966 in Bukarest) ist eine rumänische Musikwissenschaftlerin.

## Leben und Wirken
Sandu-Dediu studierte am Musiklyzeum von Bukarest Klavier bei Marta Paladi; Musiktheorie und Harmonie bei Maya Badian (1977–1985); und, von 1986 bis 1990, an der Musik-Universität Klavier bei Aurora Ienei und Musikwissenschaft bei Grigore Constantinescu. Darauf folgte 1991 ein Studienaufenthalt in Weimar mit einem Stipendium der Alban Berg Stiftung.
Von 1990 bis 1993 war sie Redakteurin beim Bukarester Musikverlag Editura Muzicala und zugleich Assistentin an der Musik-Universität. Seit 1993 unterrichtet sie dort als Professorin Musikgeschichte, Stilkunde und Musikwissenschaft. Daneben arbeitete sie von 1993 bis 1997 am Institut für Kunstgeschichte „George Oprescu“ an Forschungen über rumänische Gegenwartsmusik. 1995 vollendete sie ihre Dissertation über Stilistische und symbolische Hypostasen des Manierismus in der Musik. Von 1998 bis 2004 arbeitete sie mit einem Stipendium der Ernst-von-Siemens-Stiftung an einem Projekt über rumänische Musik zwischen 1944 und 2000; das Buch erschien 2006 in deutscher Sprache. Seit 2000 ist Sandu-Dediu Mitarbeiterin der MGG.

## Schriften
- Wozzeck - profeție și împlinire. Bukarest 1991
- Ipostaze stilistice și simbolice ale manierismului în muzică. Bukarest 1997
- mit Dan Dediu: Dan Constantinescu. Esențe componistice. Bukarest 1998
- Ludwig van Beethoven. Bukarest 2000
- Muzica românească între 1944-2000. Bukarest 2002
- Rumänische Musik nach 1944, Saarbrücken 2006, ISBN 3-89727-312-8